# Centro operativo AIDS
Il centro operativo AIDS (COA) dell'Istituto superiore di sanità, compreso nel Dipartimento di malattie infettive parassitarie ed immunomediate, si occupa di gestire e coordinare la sorveglianza epidemiologica dell'infezione da HIV/AIDS e delle infezioni sessualmente trasmesse e di svolgere progetti di ricerca innovativi a livello nazionale ed internazionale in merito ad HIV/AIDS e MTS.

## Storia
È stato istituito nel 1987 con decreto del Ministero della Salute al fine di coordinare le iniziative della lotta contro l'AIDS. È composto da  ricercatori e tecnici con formazione in diverse discipline (medicina, statistica, psicologia, farmacia, giurisprudenza) e svolge funzioni sia di carattere istituzionale che di ricerca.

## Funzioni
Tra le attività istituzionali rientra il coordinamento di quattro sorveglianze nazionali:
- registro nazionale AIDS;
- sorveglianza delle nuove diagnosi di infezioni da HIV;
- sorveglianza sentinella delle malattie sessualmente trasmessibili basata su una rete di centri clinici specialistici;
- sorveglianza sentinella delle infezioni da Chlamydia trachomatis, da Neisseria gonorrhoeae e da Trichomonas vaginalis, basata su una rete di laboratori di microbiologia.

A seguito della raccolta dati, con la collaborazione delle regioni italiane, vengono pubblicati dei rapporti annuali per ciascuna sorveglianza e i risultati vengono inviati anche al Centro europeo per la prevenzione e il controllo delle malattie (ECDC), che pubblica ogni anno un rapporto con i dati europei. Inoltre, in occasione della Giornata mondiale contro l'AIDS, il centro rende pubblici i dati nazionali aggiornati sull'HIV/AIDS.
Ognuna di queste sorveglianze è importante al fine di comprendere e monitorare l'andamento delle infezioni poste sotto osservazione e per poter stabilire dei programmi di prevenzione mirati ed efficaci.
Le attività di ricerca svolte dal COA sono condotte in diversi settori: sui comportamenti a rischio di infezione per HIV o per IST (consumo di droghe, contatti sessuali non protetti), sulla diffusione dell'HIV e delle IST in soggetti stranieri, sulla tossicodipendenza e le infezioni trasmesse attraverso siringhe, su nuovi metodi di valutazione dell'incidenza per HIV, sulle stime e scenari della diffusione dell'HIV in Italia.
I risultati di queste ricerche vengono poi pubblicati su riviste scientifiche nazionali e internazionali e resi pubblici.